# Léon Talabot
Joseph Léon Talabot né le 5 février 1796 à Limoges (Haute-Vienne) et décédé le 23 septembre 1863 à Soisy-sous-Montmorency (Val-d'Oise) est un maître de forges français, député de la Haute-Vienne de 1836 à 1848. 
Il est le frère de Paulin Talabot et le beau-père de Robert de Nervo.

## Carrière
Il fait ses études à l’École polytechnique (X1813).
Il fonde et dirige la société « Léon Talabot et Cie », devenue Société des Hauts-Fourneaux, forges et aciéries du Saut-du-Tarn en 1881.
Il est député de la Haute-Vienne de 1836 à 1848. 
En 1842, il met au point une méthode de dessiccation des soies destinée aux conditions des soies.
Il devient membre du conseil d'administration de la Compagnie de Charbonnages-Belges à sa création.
Il s'associe à son frère Paulin dans la création de la Compagnie des Mines de la Grand'Combe et des chemins de fer du Gard.
Il est inhumé au cimetière du Père-Lachaise (49e division).

## Source
- « Léon Talabot », dans Adolphe Robert et Gaston Cougny, Dictionnaire des parlementaires français, Edgar Bourloton, 1889-1891 [détail de l’édition]